# Temerin
Temerin (en serbe cyrillique : Темерин) est une ville et une municipalité de Serbie situées dans la province autonome de Voïvodine. Elles font partie du district de Bačka méridionale. Au recensement de 2011, la ville comptait 19 613 habitants et la municipalité dont elle est le centre 28 227.

## Géographie
Le territoire de la municipalité de Temerin est situé au sud de la plaine de la Bačka, à une trentaine de kilomètres au nord de Novi Sad, la capitale économique et culturelle de la Voïvodine. Il couvre une superficie d'environ 170 km2 et prend la forme d'un trapèze irrégulier qui s'étend selon un axe nord-ouest sud-est. Situé dans la plaine pannonienne, il se caractérise par un relief plutôt plat. Son sol est principalement constitué de tchernoziom, ou « terre noire », particulièrement fertile mais on y trouve aussi un type de sol salé appelé solonchak, notamment sur les bords de la rivière Jegrička, le principal cours d'eau du secteur, qui traverse nord de la municipalité.
La municipalité de Temerin est entourée par celles de Žabalj à l'est, Srbobran au nord, Vrbas à l'ouest et par le territoire de la ville de Novi Sad au sud.

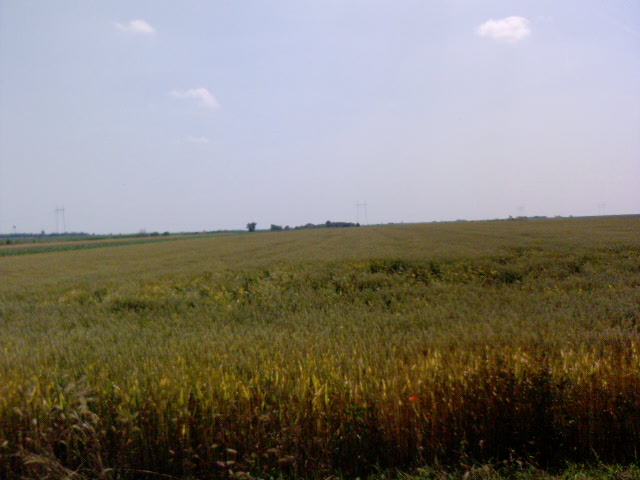
Champ de blé près de Temerin
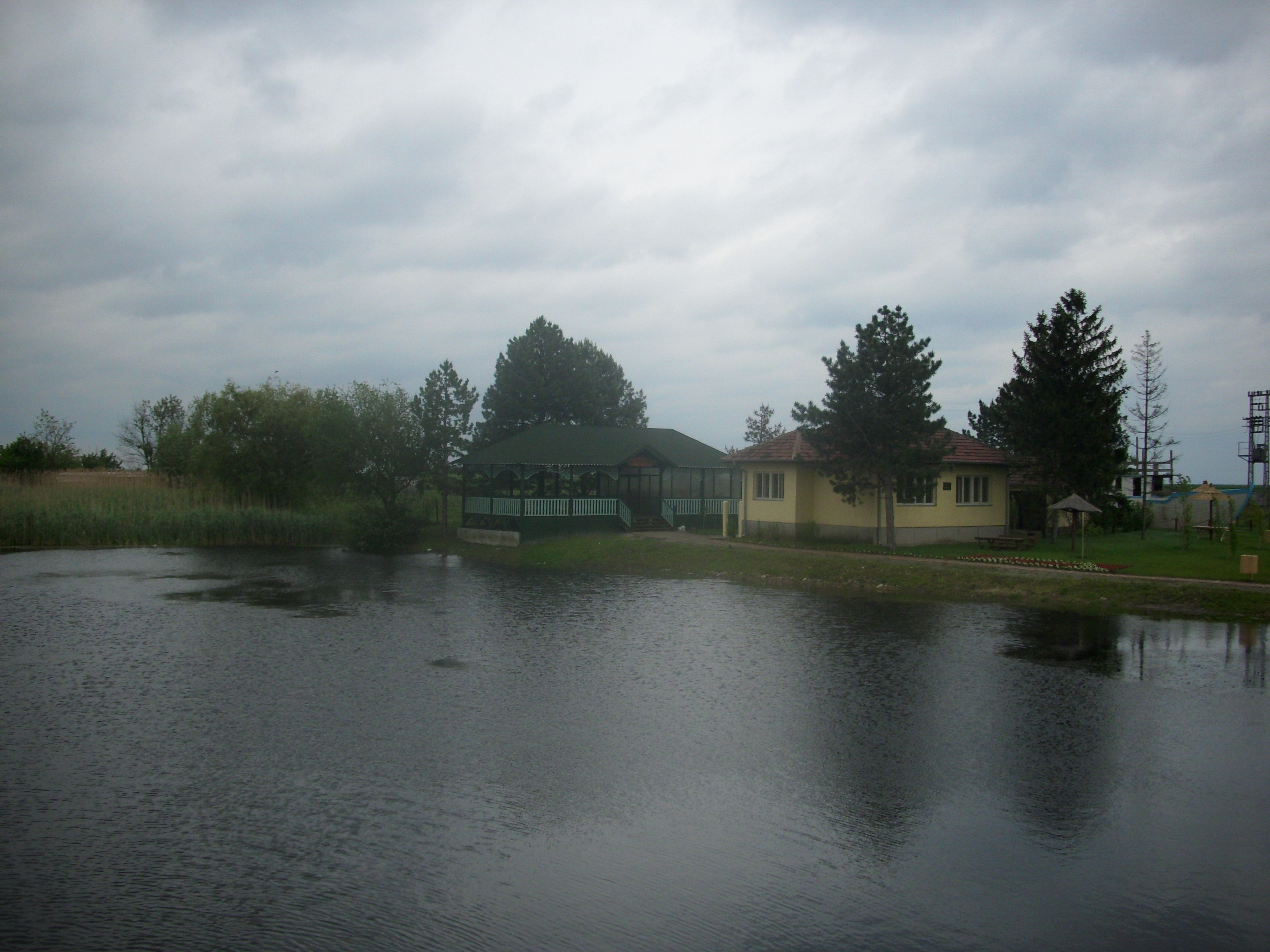
La rivière Jegrička à Temerin
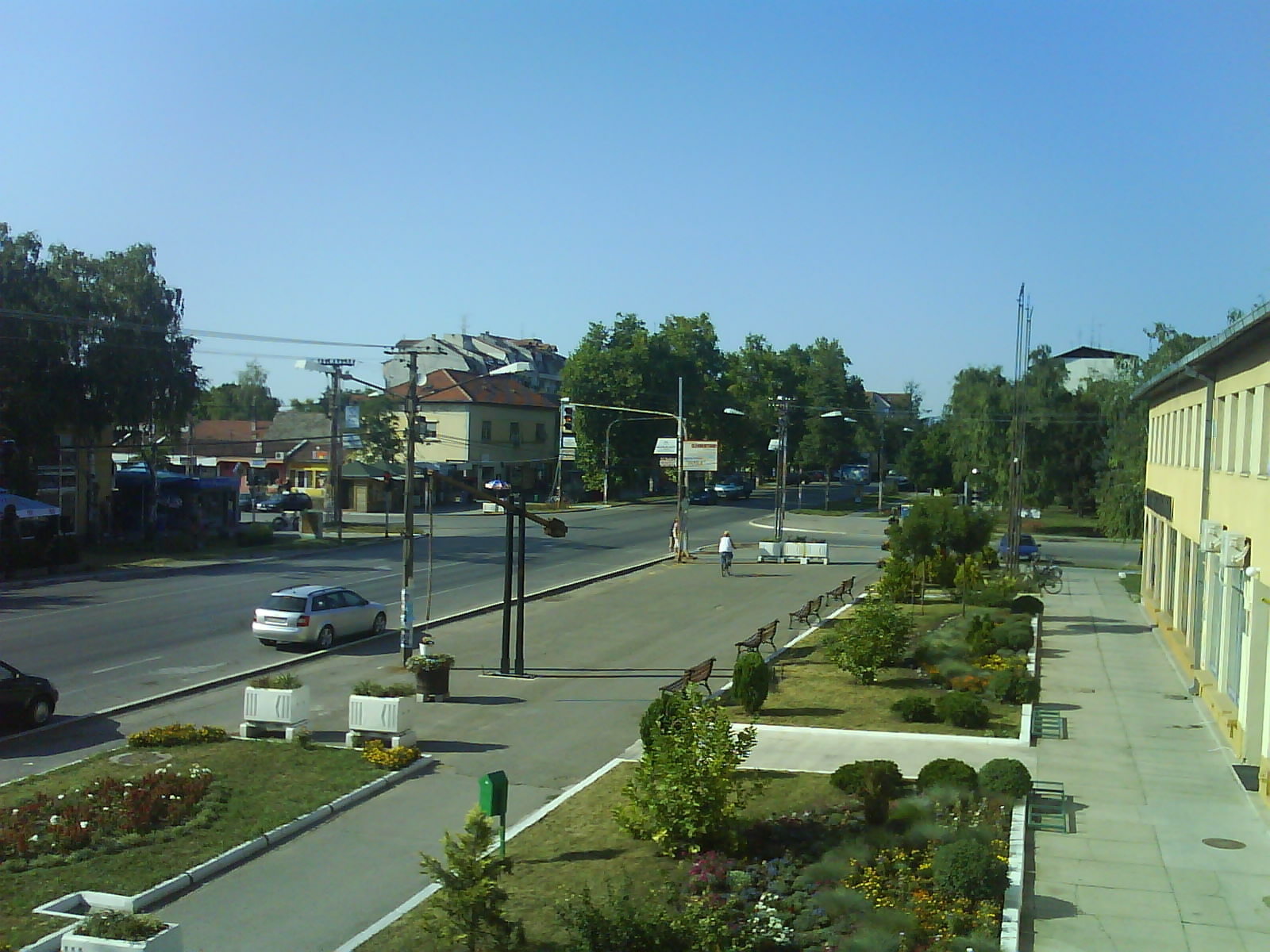
le centre-ville

## Histoire
Temerin est mentionnée pour la première fois en 1332 et la ville fit partie du royaume de Hongrie jusqu'à la bataille de Mohács en 1526 ; à la suite de cette bataille, qui vit la victoire de Soliman le Magnifique sur les Hongrois, Temerin fut intégrée à l'Empire ottoman.
À partir de 1542, la ville fit partie du pachalik de Budin, également désigné sous le nom d'eyalet ou vilayet de Buda, une province nouvellement créée dans l'Empire. La ville fut intégrée au sandjak de Segedin, une subdivision administrative du pachalik, et à la nahija de Titel, une subdivision du sandjak de Segedin. Selon un registre fiscal turc datant de 1553, Temerin comptait 11 foyers, dont 4 payaient l'impôt, chaque foyer comptait lui-même de 10 à 20 personnes. La première mention d'un peuplement serbe dans Temerin remonte à un recensement (defter) de 1560-1561 ; à cette époque, la localité comptait 20 foyers imposables, payant la taxe féodale pour un montant total de 5 922 akçe, les habitants vivant de la culture des céréales et des légumes, ainsi que de l'élevage et de l'apiculture.
Selon D. Ruvarac, en 1722 Temerin comptait 183 foyers serbes, ce nombre augmentant régulièrement pour atteindre 208 foyers en 1769 et 215 en 1786.

## Localités de la municipalité de Temerin

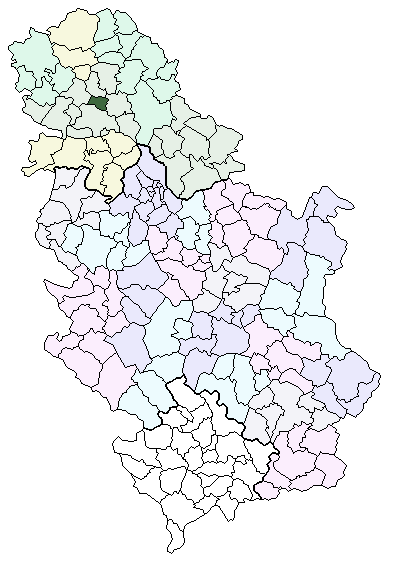
Localisation de la municipalité de Temerin en Serbie
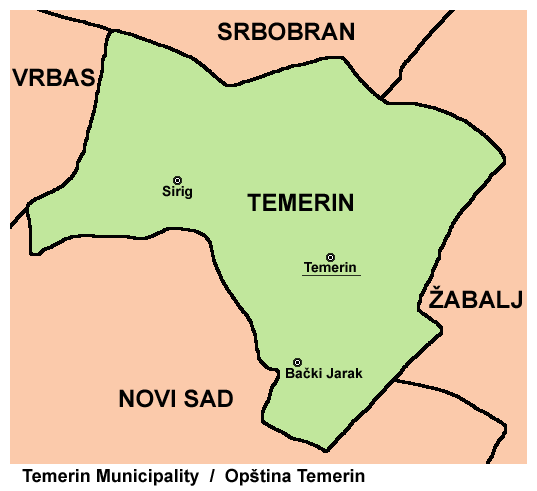
Localités de la municipalité de Temerin

La municipalité de Temerin compte 3 localités :
- Bački Jarak
- Sirig
- Temerin

Temerin et Bački Jarak sont officiellement classées parmi les « localités urbaines » (en serbe : градско насеље et gradsko naselje) ; Sirig est considéré comme un village « villages » (село/selo).

## Démographie

### Ville

#### Évolution historique de la population dans la ville
| 1948   | 1953   | 1961   | 1971   | 1981   | 1991   | 2002   | 2011   |
| ------ | ------ | ------ | ------ | ------ | ------ | ------ | ------ |
| 11 438 | 11 621 | 12 705 | 13 584 | 14 875 | 16 971 | 19 216 | 19 613 |

### Municipalité

#### Répartition de la population par nationalités dans la municipalité (2002)
Toutes les localités possèdent une majorité de peuplement serbe.

## Politique

### Élections locales de 2004
À la suite des élections locales serbes de 2004, les 33 sièges de l'assemblée municipale de Temerin se répartissaient de la manière suivante :
| Parti                                                      | Sièges |
| ---------------------------------------------------------- | ------ |
| Parti radical serbe                                        | 12     |
| Parti démocratique                                         | 6      |
| Parti démocrate magyar de Voïvodine                        | 5      |
| Alliance des Magyars de Voïvodine                          | 3      |
| Mouvement Force de la Serbie                               | 2      |
| Parti socialiste de Serbie                                 | 2      |
| Liste « Pour la prospérité de la municipalité de Temerin » | 2      |
| Parti démocratique de Serbie                               | 1      |

Stojan Tintor, membre du Parti radical serbe, a été élu président (maire) de la municipalité.

### Élections locales de 2008
À la suite des élections locales serbes de 2008, les 33 sièges de l'assemblée municipale de Temerin se répartissaient de la manière suivante :
| Parti                                                      | Sièges |
| ---------------------------------------------------------- | ------ |
| Parti radical serbe                                        | 11     |
| Coalition hongroise                                        | 8      |
| Parti démocratique                                         | 6      |
| Parti socialiste de Serbie                                 | 2      |
| Parti démocratique de Serbie                               | 2      |
| Mouvement Force de la Serbie                               | 2      |
| Liste « Pour la prospérité de la municipalité de Temerin » | 2      |

Gustonj Andraš, membre de la Coalition hongroise, a été élu président de la municipalité ; il était soutenu par le Parti démocratique du président Boris Tadić, par le Parti socialiste de Serbie, par le Parti démocratique de Serbie et par la liste « Pour la prospérité de la municipalité de Temerin »,.

## Tourisme
Le site naturel le plus important de la municipalité de Temerin est le parc naturel de la Jegrička ; créé en 2005, il couvre une superficie de 1 144,81 ha et s'étend également sur le territoire des municipalités de Bačka Palanka, Vrbas et Žabalj. Placé sous la protection du gouvernement de la Voïvodine ; il appartient à la catégorie V de l'UICN. La parc abrite environ 80 espèces de plantes aquatiques, dont le nénuphar blanc (Nymphea alba), la fougère des marais (Thelypteris palustris), la chataîgne d'eau (Trapa natans) et l'utriculaire commune (Utricularia vulgaris). La rivière abrite une vingtaine d'espèces de poissons, dont la perche, la carpe, le brochet, la tanche et le silure. Une partie du secteur, soit 5 400 ha, est également devenue une Zone importante pour la conservation des oiseaux (en français : ZICO ; en anglais : IBA) ; parmi les espèces protégées figurent le fuligule nyroca (Aythya nyroca), le grèbe jougris (Podiceps grisegena), le butor étoilé (Botaurus stellaris), le blongios nain (Ixobrychus minutus), le bihoreau gris (Nycticorax nycticorax), le crabier chevelu (Ardeola ralloides), le héron pourpré (Ardea purpurea), la marouette poussin (Porzana parva), la marouette ponctuée (Porzana porzana), la guifette moustac (Chlidonias hybrida), le guêpier d'Europe (Merops apiaster) et la pie-grièche écorcheur (Lanius collurio). Avec toutes ces caractéristiques, le parc naturel de la Jegrička s'est porté candidat pour devenir un site RAMSAR, pour la conservation et la protection des zones humides. Les activités de chasse ou de pêche sont encadrées par diverses associations, comme Fazan, Temerin, Bački Jarak ou Sirig (pour la chasse), Jegrička et Jezero (pour la pêche).

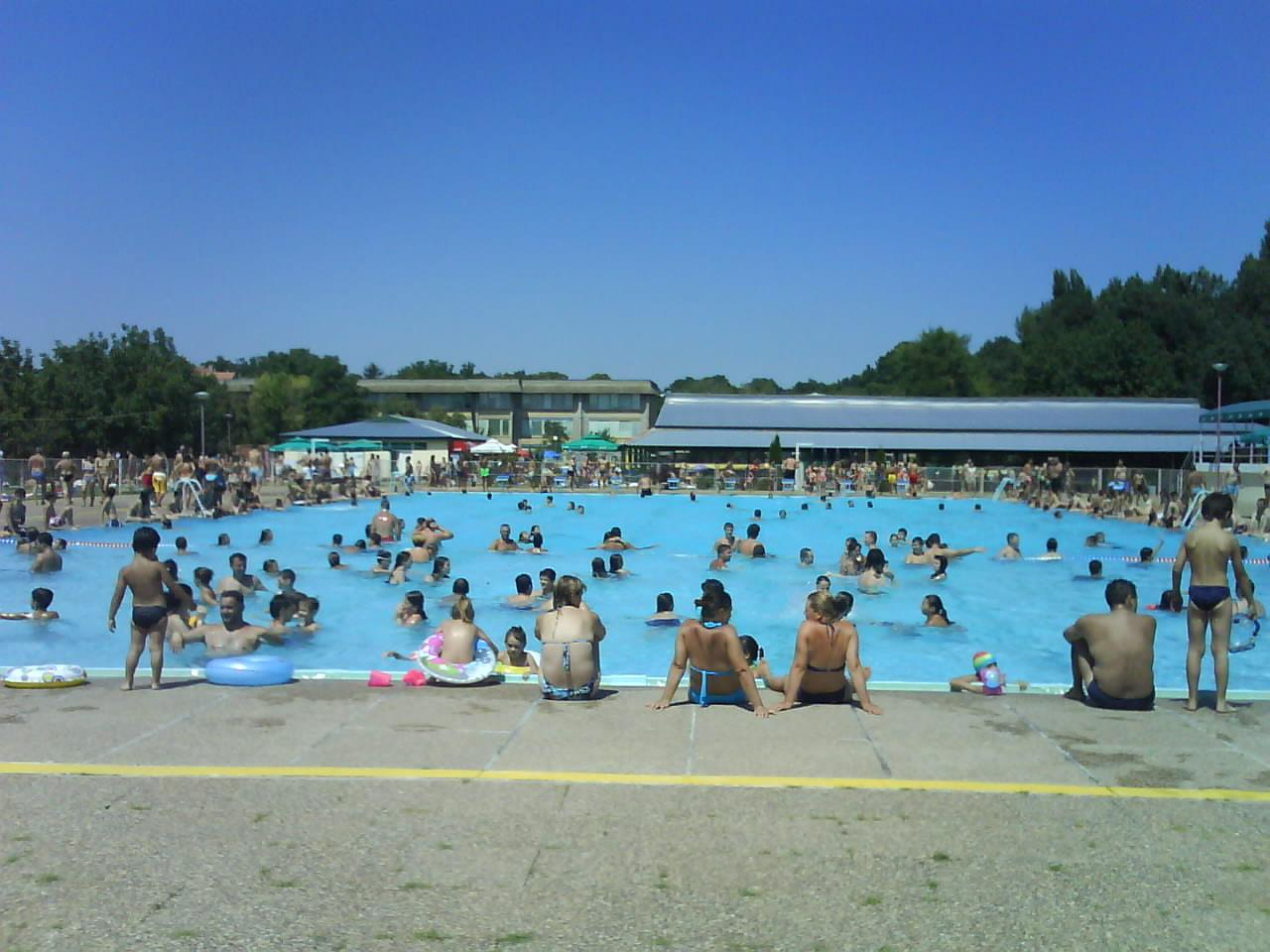
La station thermale et la piscine de Temerin

Le Stari park, le « Vieux parc », est situé au centre de la ville de Temerin et couvre une superficie de 4 ha ; il a été créé au XVIIIe siècle pour orner le château que le comte hongrois Sándor Szécsen se fit construire dans la ville. Il est aujourd'hui aménagé pour le loisir. On y trouve de nombreuses espèces d'arbres comme le micocoulier de Virginie (Celtis occidentalis)et le peuplier blanc (Populus alba) ou des fleurs comme la petite pervenche (Vinca minor). Environ 70 espèces d'oiseaux viennent y nicher et le parc possède un lac aux eaux poissonneuses.
Temerin possède également une station thermale, dont les eaux thermo-minérales ont été découvertes en 1914. Deux puits mettent à la disposition des curistes ces ressources médicinales. Cette eau, dont la température est de 39 °C, la minéralisation de 2 669 g/l et le pH de 7,8, est préconisée dans le traitement des rhumatismes, des lésions et traumatismes de l'appareil locomoteur ou encore des maladies du système nerveux.

## Personnalités
- Le linguiste Lukijan Mušicki (1777-1837) est né à Temerin.
- Szirmai Károly (1890-1972), écrivain hongrois.
- Dragutin Zelenović, né en 1928 à Temerin, a été président du Gouvernement de la république de Serbie en 1991.

## Coopération internationale
Temerin a signé des accords de partenariat avec les localités suivantes :
- Mórahalom (Hongrie)
- Drvar (Bosnie-Herzégovine)

#### Informations
- (sr + hu + en) Site officiel de la municipalité de Temerin
- (sr) Site de l'Office du tourisme de Temerin
- Nase novine
- (sr + hu + en) www.TeledomTemerin.org.yu

#### Données géographiques
- (en) Vue satellite de Temerin sur fallingrain.com